# Karl Nobel
Karl Nobel (* 30. März 1904 in Eilendorf; † 22. Februar 1982 in Buxtehude) war ein niedersächsischer Politiker (SPD) und Mitglied des Niedersächsischen Landtages.
Nobel besuchte die Volksschule und begann im Anschluss eine Lehre in einer Maschinenfabrik. Er absolvierte nach seiner Lehrzeit seine Tätigkeit in verschiedenen Betrieben als Maschinenschlosser und wurde später als später als Rohrleitungsmonteur auf verschiedenen Erdölfeldern angestellt. Er war ferner Hausmeister an der Berufsschule in Buxtehude.
Von 1929 bis 1933 war Nobel Mitglied der Stadtvertretung in Buxtehude und wurde nach dem Ende des Zweiten Weltkrieges nach 1945 Mitglied des Kreistages und des Kreisausschusses in Stade sowie ferner Mitglied der Stadtvertretung Buxtehude. Nobel wurde zum Mitglied des Niedersächsischen Landtages der vierten und fünften Wahlperiode vom 6. Mai 1959 bis 5. Juni 1967 gewählt.